# Савельєва Варвара Федорівна
Варвара Федорівна Савельєва (22 червня 1928, село Пономаренки, тепер Харківського району Харківської області — 25 липня 2016, смт. Безлюдівка Харківського району Харківської області) — українська радянська діячка, новатор сільськогосподарського виробництва, доярка радгоспу «Безлюдівський» Харківського району Харківської області. Герой Соціалістичної Праці (22.03.1966). Член ЦК КПУ в 1961—1966 роках.

## Біографія
Народилася в селянській родині. З 1948 року працювала дояркою в колгоспі «Перемога» (пізніше це - радгосп «Безлюдівський») Харківського району Харківської області. Щороку надоювала в середньому понад 4000 кг молока від кожної зі 100 корів. Однією з перших в УРСР перейшла на великогрупове утримання корів.
Член КПРС з 1957 року. Делегат XXII, XXIV, XXVI з'їздів КПРС, а також XXII і XXIII з'їзду Компартії України.
Потім — на пенсії у селищі Безлюдівка Харківського району Харківської області.
У 1980-х роках письменник Юрій Герасименко написав про неї дві повісті: "Ой видно село" та "Лісове озеро".

## Нагороди
- Герой Соціалістичної Праці (22.03.1966);
- Медаль «Серп і Молот» (22.03.1966);
- Орден Леніна (22.03.1966);
- Орден Жовтневої Революції (08.04.1971);
- Орден Дружби народів (14.12.1984);
- Орден «Знак Пошани» (26.02.1958);
- Державна премія Української РСР (1975);
- Почесний громадянин Харківського району (09.08.2001)